# Carlotta Marchisio
Carlotta Marchisio (Torino, 8 dicembre 1835  – Torino, 28 giugno 1872 ) è stata un soprano italiano.

## Biografia

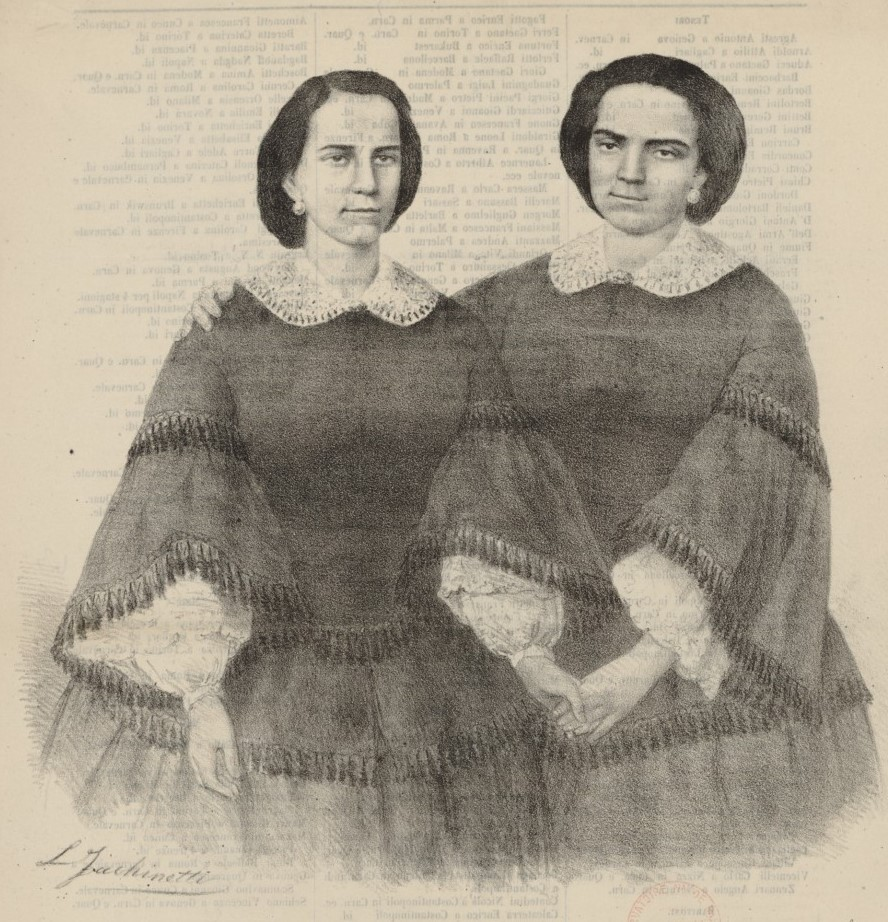
Barbara e Carlotta Marchisio. Didascalia originale: Carlotta [a destra] e Barbara sorelle Marchisio, Prime donne assolute al Teatro Municipale di Alessandria, Stagione di Autunno 1858

Sorella minore della cantante Barbara Marchisio e del compositore Antonino, nacque a Torino l'8 dicembre 1835. Dopo il debutto nella Norma di Bellini al teatro Reale di Madrid nel 1856, ebbe una carriera rapida e sfolgorante. Dal 1858 si esibì con la sorella, con la quale canterà praticamente sempre, formando un duo eccezionale e applauditissimo.
Nel 1860 le due Marchisio cantarono per la prima esecuzione a Parma della Piccarda Donati, scritta dal fratello Antonino Marchisio.
Nel 1861 Carlotta sposò il basso austriaco Eugen Kuhn, in arte Eugenio Cosselli.
Le sorelle fecero l'ultima apparizione insieme nel 1871, cantando a Roma nell'Otello e Il trovatore.
Morì di parto il 28 giugno 1872.
Ebbe doti eccezionali di agilità, estensione e bellezza di timbro, per cui fu universalmente apprezzata. Fu tra le cantanti preferite da Rossini, che la scelse insieme alla sorella per le parti solistiche della sua Petite messe solennelle.